# Champlin (Nièvre)
Champlin è un comune francese di 41 abitanti situato nel dipartimento della Nièvre nella regione della Borgogna-Franca Contea.

## Società

### Evoluzione demografica
Abitanti censiti